# HMS Hercules (1759)
HMS Hercules (1759) — 74-пушечный линейный корабль 3 ранга Королевского флота, первый корабль Его величества, названный Hercules.
Первый из двух кораблей, построенных Слейдом по этому чертежу. Являлся развитием типа Dublin и последующего HMS Hero. Заказан 15 июля 1756 года. Спущен на воду 15 марта 1759 года на королевской верфи в Дептфорде.

## Служба
Участвовал в Семилетней войне.
1759 — капитан Джервис Генри Портер (англ. Jervis Henry Porter). В письме к некоему мистеру Кливленду (англ. Clevland) он описывает свой бой с французским военным кораблем Florissant, с которым в ноябре предыдущего года в Вест-Индии столкнулся капитан Тиррел (англ. Tyrrel) на HMS Buckingham.

Плимут-саунд, 26 октября 1759.
10-го сего месяца, в восемь утра, находясь в широте около 46 град. 40 мин., имея курс SE при ветре от SW, мы обнаружили с наветра парус, который преследовали, и вскоре увидели его лиселя, и что он спускается от нас под ветер. Около полудня преследуемый поднял на грот-брам стеньге синий флаг, на который мы ответили подняв английский флаг на топе бизань-стеньги, (сигнал, который иногда делают французские корабли при встрече, после расставания), он сблизился очень быстро, и мы ясно увидели, что это большой военный корабль. В два часа дня, когда рядом проходил голландский галиот, мы подняли французский гюйс и выстрелили в него, на что преследуемый поднял французский гюйс на кормовом флагштоке, и выстрелил из пушки под ветер.
В половине шестого, будучи около одной мили с наветра от нас, и позади нашего траверза, спускаясь под ветер как раньше, по-видимому, с намерением вступить в бой, так как его нижние пушки были выкачены, он спустил гюйс и поднял кормовой флаг и вымпела; мы уменьшили паруса, спустили французский гюйс, подняли наш собственный флаг, открыли порты (которые были до того времени закрыты) и выкатили пушки наветренной батареи; на что он сразу же повернул под ветер, и поставил грот и стакселя; мы увидели, что это был 74-пушечный корабль, имевший четырнадцать портов по нижней палубе, прибавили парусов, вытянулись вперед и повернули оверштаг, разойдясь с ним с подветра. В шесть мы повернули снова следом за ним; обнаружили, что он уваливается, удаляясь; мы пошли следом, держа его по носу немного с подветра, чтобы не позволить ему выбирать дистанцию боя. Примерно в три четверти десятого, будучи довольно близко, хотя и недостаточно близко для боя, он положил румпель право на борт, и дал по нам залп левым бортом, затем лег на прежний курс, и дал залп правым бортом. Тогда мы сразу положили руль вправо, и покатились прямо на него, пока он заряжал и, сблизившись, переложили руль и начали стрельбу, по мере того как наши пушки приходили на цель.
В половине одиннадцатого мы имели несчастье потерять грот-стеньгу, сбитую выстрелом, чем он воспользовался, и поднял все возможные паруса, уходя от нас. Мы сделали то же самое за ним, и продолжали погоню до восьми следующего утра, когда мы увидели северную оконечность Олерон, в расстоянии около пяти лиг. Преследуемый был примерно в четырёх или пяти милях от нас, и найдя что его невозможно достичь в столь короткий пробег, и приближаясь к подветренному берегу, имея фока-рей пробитый в двух местах, и фор-марса-рей так сильно повреждённый, что, когда мы потом стали брать рифы, он сломался, и имея все паруса и такелаж сильно песеченные, (по которым противник только и целился) мы оставили погоню, и повернули корабль, имея одного убитого и двое раненых, включая меня, раненого в голову картечью и потерявшего подвижность правой ноги. Офицеры и команда вели себя с величайшим присутствием духа и вниманием, без малейшего замешательства.
— HERCULES  (74)
Полученные раны заставили капитана оставить командование, по возвращении в Плимут.
Через месяц Hercules был при Кибероне.
Участвовал в Американской революционной войне.
1782 — капитан Г. Сэвидж (англ. H. Savage), Вест-Индия. Был при островах Всех Святых.
1784 — продан.